# Xã Alden, Quận Hand, South Dakota
Xã Alden (tiếng Anh: Alden Township) là một xã thuộc quận Hand, tiểu bang Nam Dakota, Hoa Kỳ. Năm 2010, dân số của xã này là 20 người.